# Damar Forbes
Pour les articles homonymes, voir Forbes (homonymie).
Damar Forbes (né le 11 septembre 1990 dans la paroisse de Saint Ann) est un athlète jamaïcain, spécialiste du saut en longueur.

## Biographie
Étudiant à l'Université d'État de Louisiane, il se classe deuxième du saut en longueur lors des championnats NCAA de 2011 à Des Moines, derrière le Zimbabwéen Ngonidzashe Makusha. Il améliore à cette occasion son record personnel en retombant à 8,23 m. Fin juillet, à Mayagüez, il remporte les championnats d'Amérique centrale et des Caraïbes où il réussit de nouveau 8,23 m, devançant finalement le Bermudien Tyrone Smith et le Bahaméen Raymond Higgs. Il est éliminé au stade des qualifications lors des championnats du monde 2011 et des Jeux olympiques de 2012.
En juin 2013, à Kingston, il remporte les championnats de Jamaïque et porte son record personnel à 8,25 m (+ 0,5 m/s). Il se classe huitième des championnats du monde de Moscou avec la marque de 8,02 m.
Le 2 mai 2015, il saute 8,17 m à Baie-Mahault, ce qui le qualifie pour les Championnats du monde de Pékin. Il s'impose le 7 juin 2016 au Meeting de Montreuil avec un saut à 8,21 m (+ 2,8 m/s).
Le 11 juin 2017, lors des FBK Games d'Hengelo, Damar Forbes porte son record personnel à 8,29 m et se classe 3e du concours derrière les Sud-Africains Luvo Manyonga (8,62 m) et Rushwal Samaai (8,34 m).

## Palmarès
| Date | Compétition                           | Lieu           | Résultat | Marque |
| ---- | ------------------------------------- | -------------- | -------- | ------ |
| 2011 | Champ. d'Am. centrale et des Caraïbes | Mayagüez       | 1er      | 8,23 m |
| 2013 | Championnats du monde                 | Moscou         | 8e       | 8,02 m |
| 2016 | Jeux olympiques                       | Rio de Janeiro | 12e      | 7,82 m |
| 2017 | Championnats du monde                 | Londres        | 12e      | 7,91 m |
| 2018 | Championnats du monde en salle        | Birmingham     | 15e      | 7,21 m |
| 2018 | Jeux du Commonwealth                  | Gold Coast     | 8e       | 7,88 m |

## Records
| Épreuve          | Performance | Lieu    | Date         |
| ---------------- | ----------- | ------- | ------------ |
| Saut en longueur | 8,29 m      | Hengelo | 11 juin 2017 |